# Paula Fernandes
Pour les articles homonymes, voir Fernandes.
Paula Fernandes de Souza, née le 28 août 1984 à Sete Lagoas, est une auteur-compositrice-interprète de country brésilienne.

## Discographie

### Albums
- 1993 : Paula Fernandes (pt)
- 1995 : Ana Rayo
- 2005 : Canções do Vento Sul (pt)
- 2007 : Dust In The Wind (pt)
- 2009 : Pássaro de Fogo (pt)
- 2012 : Meus Encantos (pt)
- 2015 : Amanhecer (pt)

### Albums Live
- 2011 : Paula Fernandes: Ao Vivo (pt)
- 2016 : Amanhecer Ao Vivo (pt)

### Albums Clip
- 2011 : Paula Fernandes: Ao Vivo